# Carrington (Dakota du Nord)
Pour les articles homonymes, voir Carrington.
La ville de Carrington est le siège du comté de Foster, dans l’État du Dakota du Nord, aux États-Unis. Sa population, qui s’élevait à 2 065 habitants lors du recensement de 2010, est estimée à 1 980 habitants en 2019.

## Histoire
Carrington a été établie en 1882 par M. D. Carrington et nommée d’après lui. Carrington est le siège du comté depuis 1883. Un bureau de poste est en opération à Carrington depuis 1883.

## Démographie
| Groupe            | Carrington | Dakota du Nord | États-Unis |
| ----------------- | ---------- | -------------- | ---------- |
| Blancs            | 98,1       | 90,0           | 72,4       |
| Métis             | 0,8        | 1,8            | 2,9        |
| Amérindiens       | 0,7        | 5,4            | 0,9        |
| Afro-Américains   | 0,2        | 1,2            | 12,6       |
| Asiatiques        | 0,2        | 1,0            | 4,8        |
| Autres            | 0,1        | 0,5            | 6,2        |
| Total             | 100        | 100            | 100        |
|                   |            |                |            |
| Latino-Américains | 0,7        | 2,0            | 16,7       |

Selon l’American Community Survey, pour la période 2011-2015, 95,62 % de la population âgée de plus de 5 ans déclare parler l'anglais à la maison, 1,96 % déclare parler l'allemand, 1,6 % l'espagnol et 0,83 % le tagalog.
| 1910  | 1920  | 1930  | 1940  | 1950  | 1960  |
| ----- | ----- | ----- | ----- | ----- | ----- |
| 1 217 | 1 420 | 1 717 | 1 850 | 2 101 | 2 438 |

| 1970  | 1980  | 1990  | 2000  | 2010  | - |
| ----- | ----- | ----- | ----- | ----- | - |
| 2 491 | 2 641 | 2 267 | 2 268 | 2 065 | - |

## Climat
Le climat de Carrington est continental humide, abrégé Dfb sur la classification de Köppen.